# Österreichische Botschaft in Russland

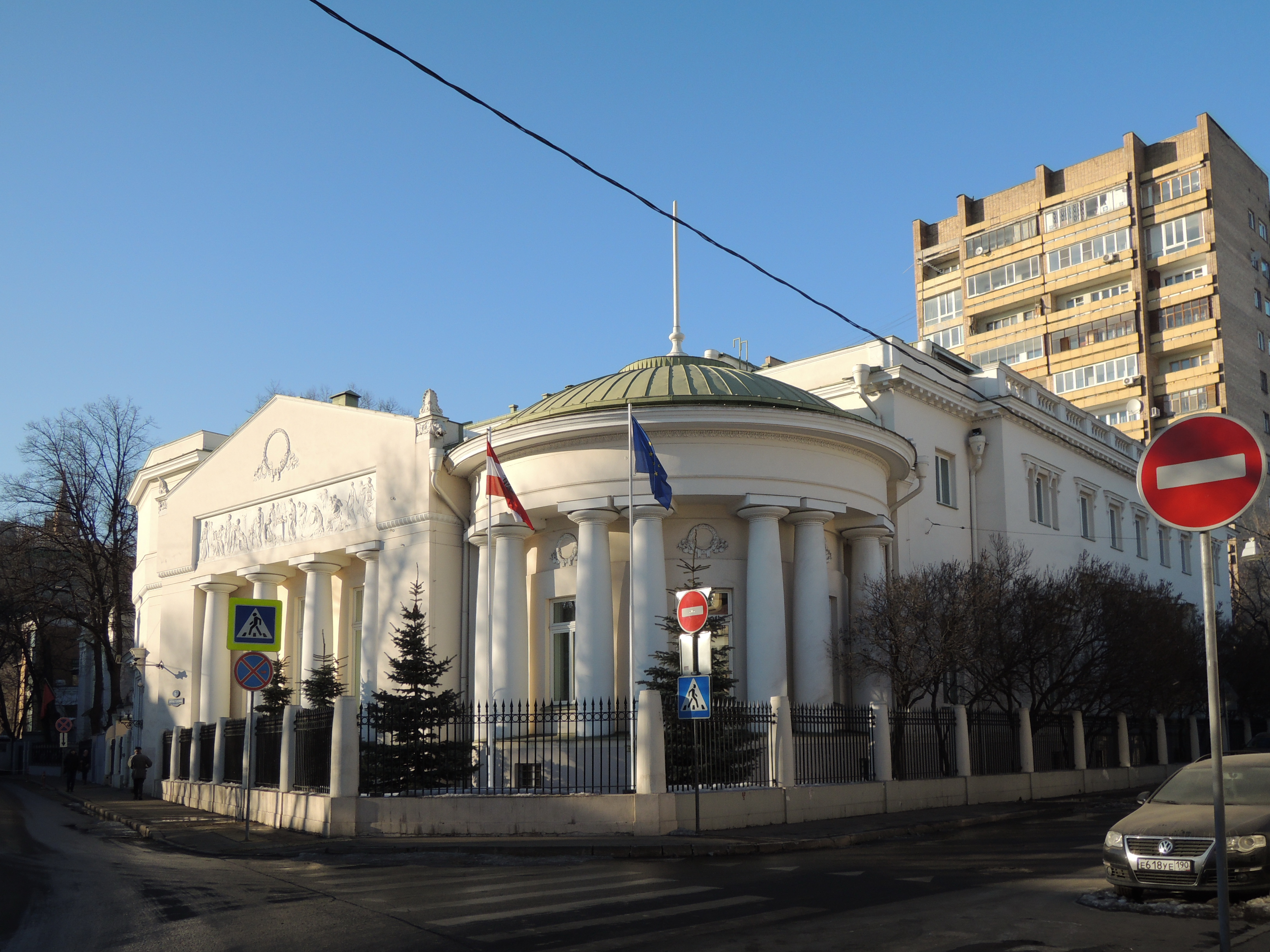
Österreichische Botschaft in Moskau, Mindowski-Haus

Die Österreichische Botschaft in Russland ist die diplomatische Vertretung Österreichs in der Russischen Föderation in der russischen Hauptstadt Moskau.

## Lage
Die Botschaft liegt im Zentralen Verwaltungsbezirk im Moskauer Stadtteil Chamowniki an der Kreuzung der Straßen Starokonjuschenny-Gasse und Pretschistenski-Gasse. Die Adresse der Botschaft ist Starokonjuschenny Gasse 1/6.

## Geschichte
Die Botschaft befindet sich im Gebäude des Mindowski-Herrenhauses. Dieses Gebäude, das mit einer Rotunde mit einer massiven Säulenreihe ausgestattet ist, wurde als Projekt von Nikita Lasarew im Stil des Neoklassizismus errichtet. Es wurde 1906 fertiggestellt und ging anschließend in den Besitz des Kaufmanns Nikolai Mindowski über.
Nach der Oktoberrevolution wurde es enteignet und zunächst als Einwohnermeldeamt genutzt. Seit 1927 befand sich hier die Botschaft Österreichs. Nach dem Anschluss Österreichs gehörte es zur Deutschen Botschaft und wurde als Gästehaus genutzt. Vom 23. bis zum 24. August 1939 hielt sich hier Joachim von Ribbentrop anlässlich der Unterzeichnung des Nichtangriffspakts auf. Nach dem Abbruch der diplomatischen Beziehungen wegen des Deutsch-Sowjetischen Krieges wurde das Gebäude von der UdSSR weiter als Gästehaus genutzt. Während der Moskauer Konferenz im Oktober 1944 war Winston Churchill zu Gast.
Nach dem Österreichischen Staatsvertrag 1955 wurde das Gebäude vom Außenministerium der UdSSR wieder an die Botschaft Österreichs übergeben. Hier befindet sich auch die Residenz des Botschafters und es finden kulturelle Veranstaltungen statt. Eine Konsularabteilung sowie Visastelle befinden sich unweit der Botschaft (Große Ljowschinski-Gasse 7).
Der österreichische Botschafter seit 2017 ist Johannes Eigner.